# Гаупсет, Сигне
Сигне Гаупсет (норв. Signe Gaupset; род. 18 июня 2005, Молде, Мёре-ог-Ромсдал) — норвежская футболистка, выступающая на позиции полузащитника за норвежский клуб «Бранн» и сборную Норвегии.

## Клубная карьера
Гаупсет родом из Мольде, начала свою юношескую карьеру в «Ривале», а затем перешла в крупнейший клуб города «Мольде».
В 2021 году перешла в «СК Бранн Квинер». С этим клубом добилась успех, победив в финале Кубка Норвегии среди женщин 2022 года. В этом матче забила два гола, которые позволили «Бранну» одержать победу над «Стабеком» со счётом 3:1.
В следующем сезоне 2023/2024 годов дебютировала в женской Лиги чемпионов УЕФА. Удачно сыграла на стадии группового этапа. В матче против пражской «Славии» один из её навесов привёл к автоголу, позволивший «Бранну» пройти в следующий раунд.

## Карьера в сборной
В феврале 2024 года Сигне была вызвана в основную команду Норвегии. Дебютировала в качестве запасного игрока в матче против Хорватии.
16 июня 2025 года Гаупсет была вызвана в сборную Норвегии для участия в женском чемпионате Европы по футболу 2025 года. В заключительном матче группового этапа против Исландии забила два гола, которые позволили Норвегии выиграть поединок со счётом 4:3 и выйти в четвертьфинал с первого места.

## Достижения

### Клубные
«Бранн»
- Обладательница Кубка Норвегии (1): 2022